# Розорення Києва (1416)
В першій половині літа 1416 року золотоординські війська, очолювані темником (еміром) Едигеєм, вчинили масштабний набіг на руські землі ВКЛ. Цього разу татари завдали удар не з південного сходу, як зазвичай, а з півдня. Згідно з донесенням лівонського магістра Ландера фон Спангейма, вони здобули місто і замок Swyna horda (певно, Звенигород), а також обложили інші городи. Відтак нападники розорили Київ, захопивши Поділ й Верхнє місто, за винятком замку на горі, що його обороняв гарнізон з русинів та поляків.  
Напад, ймовірно, був спричинений тим, що Київ сприймався базою для нащадків золотординського хана Тохтамиша, з якими ворогував Едигей і яких підтримував литовсько-руський князь Олександр-Вітовт Кейстутович. 
Під час нападу ординці сплюндрували Київщину: «поплєни Рꙋськꙋю ꙁємлю, и Киѥвъ, и Пєчєрскый манастыръ сожжє и со ꙁємлєю соровна». Нападники захопили Поділ і Верхнє місто, але не змогли здобути на Замковій горі: «но єдиначє ꙁамкꙋ тогда нє можє взѧти въ Кыѥвѣ».
Руйнування міста були настільки великі, що Густинський літопис відзначав: «ꙍттолє Киѥвъ погꙋби красотꙋ свою, и дажє досєлє ꙋжє нє можє быти таковъ». Ординці знищили Київську ротонду; імовірно, постраждав і Софійський собор. В архівних документах згадується про те, що тоді було спалено чимало навколишніх сіл. Після цього розгрому православний митрополит Київський і всієї Русі Григорій Цамблак переїхав до Вільни. Розорення Києва було найбільшим після погрому 1240 року.